# 231 PLM 2 à 86

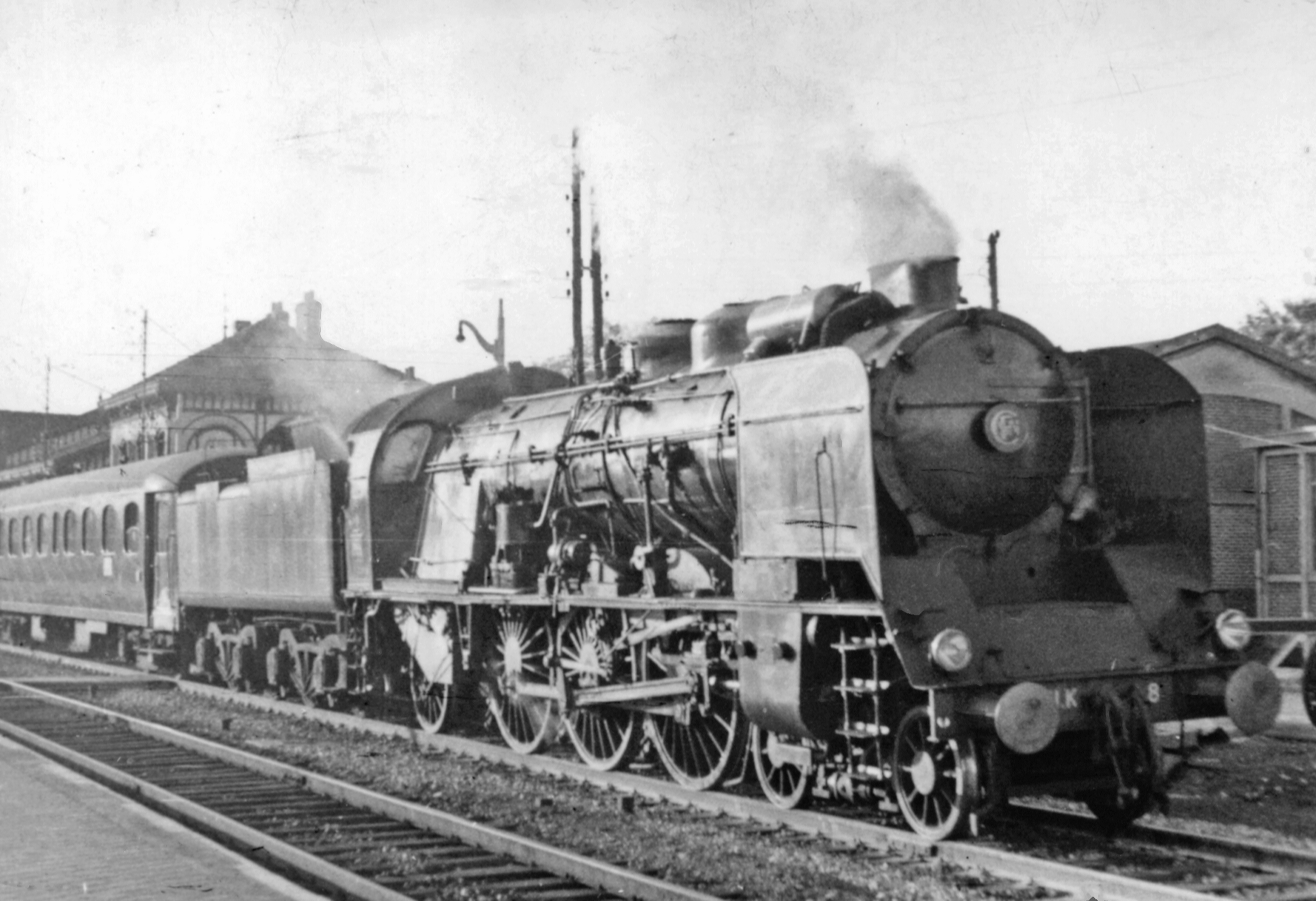
Une 231 K, à la tête d'un train express desservant Abbeville (1956).

Les 231 K 2 à 86 sont des locomotives à vapeur de type Pacific de la Compagnie des chemins de fer de Paris à Lyon et à la Méditerranée, dite PLM.

## Histoire
Cette série de locomotives provient de la transformation des 79 exemplaires des 231 C 2 à 86 (ex-231 PLM 6201 à 6285) à double expansion.
La 231 C 9 fut la première machine transformée par les ateliers PLM d'Oullins-machines en 1934, ces transformations se poursuivant à la SNCF jusqu'après la guerre. Les 231 K sont identiques aux 5-231 G 1 à 285 SNCF qui subirent les mêmes modifications.
Elles forment avec d'autres séries du même réseau la famille des Pacific PLM, et ont circulé sur toutes les régions SNCF sauf à la région Ouest. Elles sont connues pour avoir tracté le Train bleu et La Flèche d'or.
Les 231 K furent présentes sur la région Est de 1950 à 1966 avec un effectif total de cinquante et une machines. Elles occupèrent les dépôts de Nancy, Belfort, Paris-La Villette, Strasbourg, Reims et Troyes.

## Tender
Lors de leur transformation, les 231 K furent attelées à des tenders de 30 m3 type 30-1 à 30-380 PLM puis 30 A SNCF, mais dans les années 1950, à la suite de la mutation des locomotives sur les régions Est et Nord, ils seront remplacés par des tenders de 37 m3 et 38 m3 type « Nord » 37 et 38 A SNCF, d'une capacité supérieure aux tenders d'origine et qu'on retrouve également sur les 231 C et 231 E du « Nord ».

## Les grands trains
Les 231 K du PLM ont tracté de nombreux trains, mais le plus connu d'entre eux est le célèbre Train bleu, composé de voitures Pullman, qui reliait de nuit Paris à Nice. Après la Seconde Guerre mondiale, les 141 R, 2D2 9100 et CC 7100 prirent le relais entre Paris et Marseille, limitant la circulation des Pacific sur la ligne Marseille - Nice pour acheminer le Train Bleu au terme de son parcours.
Au début des années 1950, les 231 K commencent à circuler sur le réseau Nord en tête de trains composés de voitures type « Rapides Nord » et « Express Nord ». Vers la fin des années 1960, sur la ligne Calais - Paris, il arrivait que les 231 K acheminent exceptionnellement en double traction avec les 231 E Nord le célèbre train La Flèche d'or, lorsque des voitures ajoutées au train faisaient dépasser la charge remorquable par une seule locomotive ; c'étaient cependant les 141 R qui étaient le plus souvent affectées à cette tâche.

## Machines préservées

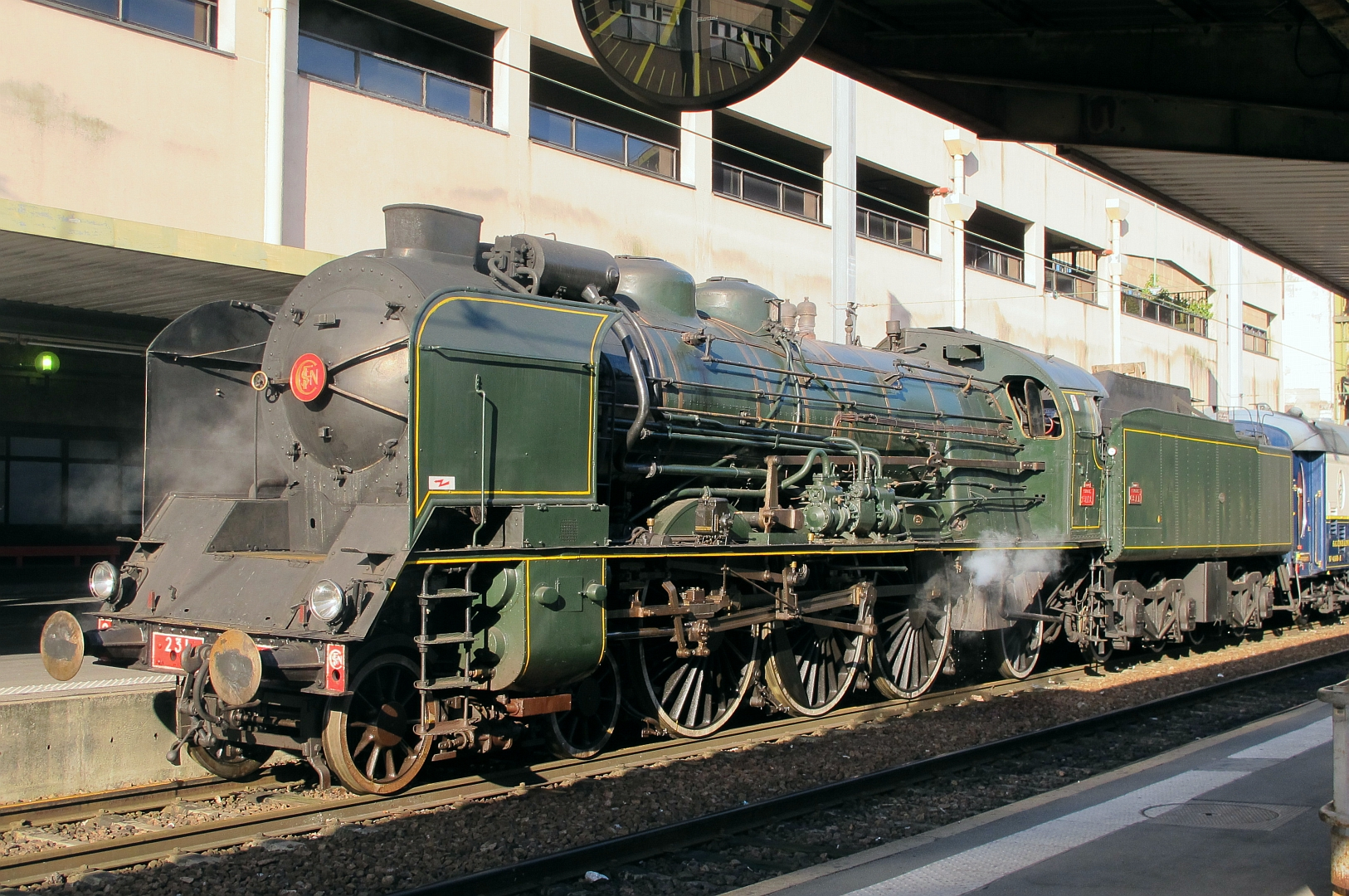
La 231 K 8, à Paris-Gare-de-Lyon (2013).

Trois Pacific 231 K ont été préservées :
- 231 K 8, ex-PLM no 6018 puis no 6208, construite en 1912 par Henschel sous le no 10851, propriété de la FACS et confiée à l'association Matériel Ferroviaire Patrimoine National (MFPN) aux ateliers SNCF de Drancy. Locomotive arrêtée en 2021 (chaudière à chute de timbre).  Classé MH (1987)[3] ;
- 231 K 22, ex-PLM no 6222, construite par les Ateliers et Chantiers de la Loire en 1913. Basée au Musée ferroviaire sud-allemand d'Heilbronn jusqu'en 2016, transférée au Parc ferroviaire d’Augsburg (de) (Bavière) ;
- 231 K 82, ex-PLM no 6282, construite par la SACM en 1920 sous le no 6616. Propriété de la SNCF ; longtemps garée à Saint-Étienne, elle fut transférée à Limoges en 2011. Un plan de financement participatif a débuté pour entamer sa restauration par le CFTLP[4].  Inscrit MH (2023)[5]

## Caractéristiques
Les caractéristiques suivantes sont extraites de la fiche technique SNCF.
- Surface de grille : 4,25 m2
- Surface de chauffe foyer + tubes : 208,20 m2
- Surface de surchauffe : 68,29 m2
- Nombre d'éléments : 150 + 26 éléments de surchauffe
- Nombre de cylindres : 2 BP et 2 HP
- Diamètre cylindres HP : 440 mm
- Course pistons HP : 650 mm
- Diamètre cylindres BP : 650 mm
- Course pistons BP : 650 mm
- Pression de la chaudière : 16 kg/cm2
- Diamètre des roues motrices : 2 020 mm
- Diamètre des roues du bissel : 1 380 mm
- Diamètre des roues du boggie : 1 020 mm
- Masse à vide : 87,34 tonnes
- Masse en ordre de marche : 96,5 tonnes
- Masse adhérente : 55,5 tonnes
- Longueur hors tout de la locomotive seule : 13,99 m
- Puissance maximum indiquée : 1 693 kW
- Puissance maximum à la jante : ? kW
- Puissance maximum au crochet du tender : ? kW
- Effort de traction maximum : 148 kN
- Vitesse maxi en service : 130 km/h

Tender 2-38 A :
- Tare du tender : 32,4 t
- Capacité en eau : 38,5 m3
- Capacité en charbon : 9,2 t
- Agrès : 400 kg
- Masse du tender en charge : 80,5 t
- Longueur du tender : 9,93 m

Machine avec tender 38 A :
- Longueur totale : 23,93 m
- Masse totale en ordre de marche : 176 t